# Ева Самкова
Ева Самкова (на чешки: Eva Samková) е чешка сноубордистка, която се състезава в дисциплината бордъркрос. Тя е олимпийска шампионка от зимните олимпийски игри в Сочи през 2014 година.
Самкова първоначално се състезава във фрийстайл сноубординга, но поради контузии от сезон 2008/2009 се насочва към бордъркроса. Треньорите и са Марек Йелинек и Якуб Флейсар. По време на състезания често се състезава с мустак изрисуван над горната и устна.
Самкова печели Световното първенство за младежи три пъти (2010, 2011, 2013) и чешката националнта титла през 2013 година. Пропуска състезателния сезон 2011/2012 заради контузия на коляното. През декември 2013 печели зимната универсиада.
През 2014 Самкова постига най-големия си успех като печели златния медал в бордъркроса на зимните олимпийски игри в Сочи през 2014 година. Става известна с нарисувания мустак над устната си, с който се състезава на олимпиадата и за който твърди, че носи късмет.
Самкова има собствено телевизионно шоу.